# Haliotis fulgens
Haliotis fulgens (em inglês green abalone) é uma espécie de molusco gastrópode marinho pertencente à família Haliotidae. Foi classificada por Philippi, em 1845. É nativa do nordeste do oceano Pacífico, em águas rasas da costa oeste da América do Norte.
Abalones têm sido utilizados nesta área desde que o Homem chegou. Os americanos nativos comiam a carne de abalone, utilizando conchas inteiras como tigelas e pedaços de conchas para uso em anzóis, raspadores, miçangas, colares e decorações; até mesmo fazendo permutas com as conchas. Sete espécies são descritas na região: Haliotis corrugata, H. cracherodii, H. fulgens, H. kamtschatkana, H. rufescens, H. sorenseni e H. walallensis.

## Descrição da concha
Concha oval de até 20 centímetros, bastante espessa, com grosseiros e achatados sulcos radiais em sua superfície de coloração verde-oliva até marrom-avermelhada, separados por estreitas ranhuras. Os furos abertos em sua superfície, de 5 a 7, são pequenos, circulares e apenas ligeiramente elevados (podendo ser nivelados em indivíduos maiores). Região interna da concha madreperolada, iridescente, com tons predominantes de verde escuro e azul. A concha desta espécie pode ser recoberta por outros animais marinhos, como cracas.

## Distribuição geográfica
Haliotis fulgens ocorre de águas rasas, desde a maré baixa até a profundidade de 10 metros, mais raramente chegando a quase 20 metros, em áreas rochosas do nordeste do oceano Pacífico, de Point Conception, no condado de Santa Bárbara (Califórnia, Estados Unidos), até Bahía Magdalena, na península da Baixa Califórnia (no oeste do México).

## Pesca e conservação
Foi comercialmente pescada para a indústria de alimentos no início da década de 1940, chegando a seu maior consumo em 1971 e declinando após, em 1995, com sua sobrepesca. O molusco também é afetado pela síndrome causada por uma bactéria denominada Candidatus Xenohaliotis californiensis, além de ser predada pela expansão da população de lontras marinhas. A carne de Haliotis é uma iguaria muito valorizada, enquanto a concha desta espécie é usada como um ornamento ou dividida em partes menores, polidas, para uso em joalheria.

## Subespécies deH. fulgens
De acordo com o WoRMS, existem três subespécies atualmente descritas:
- Haliotis fulgens fulgens Philippi, 1845[8]
- Haliotis fulgens guadalupensis (Talmadge, 1964)[9] - ex Haliotis guadalupensis
- Haliotis fulgens turveri (Bartsch, 1942) - ex Haliotis turveri

A espécie Haliotis fulgens var. walallensis foi transferida para o táxon de espécie: Haliotis walallensis Stearns, 1899.